# Acacia oerfota
Acacia oerfota é uma espécie de leguminosa do gênero Acacia, pertencente à família Fabaceae.